# Стана Катић
Стана Катић (енгл. Stana Katic; Хамилтон, 26. април 1978) канадска је филмска и телевизијска глумица српског порекла. Позната је по улози Кејт Бекет у серији Касл (2009—2016) и Емили Берн у серији Одсуство (2017—2020).

## Биографија
Рођена је у Хамилтону, у Канади. У описивању етничке припадности изјавила је: „Моји родитељи су Срби из Хрватске. Називамо себе Далматинцима јер је то део планете одакле потичемо. У мојој фамилији има Срба, Хрвата и чак неколико Црногораца.“ Њен отац је из Врлике, а мајка је из околине Сиња. Катић се касније преселила са породицом у Орору.
Након што је завршила средњу школу 1996. године, студирала је на Универзитету у Торонту, а потом (2000—2002) и у Гудмановој школи драме у Чикагу (енгл. Chicago's Goodman School of Drama). Такође, глуму је студирала и у глумачкој школи Беверли Хилс плејхаус.
Уз енглески говори и српски, италијански и француски језик. Има четири брата и једну сестру. Тренутно живи у Лос Анђелесу. Удата је за Криса Бркљача, са којим је била у дугогодишњој вези. Венчали су се на приватној церемонији у Далмацији 25. априла 2015. године.

## Филмографија
| Улоге Стане Катик |                          |                                               |                             |          |
| Година            | Српски назив             | Изворни назив                                 | Улога                       | Напомена |
| 1999.             |                          | Acid Freaks                                   | Ени                         |          |
| 2003.             |                          | Shut-Eye                                      | Анђела                      |          |
| 2004.             |                          | The Handler                                   | Мариела                     |          |
| 2004.             | Алијас                   | Alias                                         |                             |          |
| 2004.             |                          | Dragnet                                       |                             |          |
| 2004.             | Прљава значка            | The Shield                                    |                             |          |
| 2004.             |                          | JAG                                           |                             |          |
| 2005.             |                          | Pit Fighter                                   |                             |          |
| 2005.             |                          | The Closer                                    | Нађа                        |          |
| 2005.             | Ургентни центар          | ER                                            | Блер Колинс                 |          |
| 2006.             |                          | Faceless                                      |                             |          |
| 2006.             | 24 сата (ТВ серија)      | 24                                            |                             |          |
| 2006.             |                          | Dragon Dynasty                                | Ава                         |          |
| 2006.             |                          | Brothers & Sisters                            |                             |          |
| 2007.             |                          | Company Man                                   |                             |          |
| 2007.             | Хероји                   | Heroes                                        |                             |          |
| 2007.             |                          | Feast of Love                                 | Џени                        |          |
| 2007.             | Истражитељи из Мајамија  | CSI: Miami                                    | Рита Саливан                |          |
| 2007.             |                          | The Unit                                      | Специјални агент Дебра Лејн |          |
| 2008.             |                          | Would Be Kings                                |                             |          |
| 2008.             | Спремна да убије         | Stiletto                                      | Рајна                       |          |
| 2008.             | Зрно утехе               | Quantum of Solace                             |                             |          |
| 2008.             |                          | The Librarian: The Curse of the Judas Chalice | Симон Реноар                |          |
| 2008.             |                          | The Spirit                                    |                             |          |
| 2008.             |                          | Truth About Kerry                             |                             |          |
| 2009—2015.        | Касл                     | Castle                                        | Детектив Кејт Бекет         |          |
| 2010.             |                          | For Lovers Only                               | Софија                      |          |
| 2011.             |                          | Batman: Arkham City                           |                             |          |
| 2011.             |                          | The Double                                    |                             |          |
| 2012.             |                          | Fletcher Drive                                | Грета                       |          |
| 2011—2012.        |                          | The Morning After                             |                             |          |
| 2013.             |                          | Big Sur                                       |                             |          |
| 2013.             |                          | Superman: Unbound                             |                             |          |
| 2013.             |                          | CBGB                                          |                             |          |
| 2015.             |                          | The Tourist                                   | Ана                         |          |
| 2017—2020.        | Одсуство                 | Absentia                                      | Емили Берн                  |          |
| 2018.             | Запоседнутост Хане Грејс | The Possession of Hannah Grace                | Лиса Робертс                |          |